# 普魯士的伊莉莎白公主
普魯士的伊莉莎白（德語：Elisabeth von Preußen，1815年6月18日—1885年3月21日），普魯士威廉王子的女兒，普魯士國王腓特烈·威廉二世的孫女。

## 家庭
1836年，伊莉莎白與黑森大公路德維希二世的次子卡爾王子結婚，兩人共有3子1女：
1. 路德維希（1837年—1892年）
2. 海因里希（1838年—1900年）
3. 安娜（1843年—1865年）
4. 威廉（1845年—1900年）